# Liste des interstates au Minnesota
Les autoroutes inter-états au Minnesota sont entretenues par le Minnesota Department of Transportation (MnDOT). Le réseau est constitué de trois autoroutes principales et de quatre auxiliaires, ainsi qu'une autoroute avec deux sections, l'I-35E et l'I-35W.

## Autoroutes principales
| Numéro | Longueur (mi) | Longueur (km) | Terminus sud / ouest                                                               | Terminus nord / est                                 | Créée | Notes               |
| ------ | ------------- | ------------- | ---------------------------------------------------------------------------------- | --------------------------------------------------- | ----- | ------------------- |
| I-35   | 220,30        | 354,54        | I-35 / Iowa 27 à la frontière de l'Iowa près d'Albert Lea I-35E / I-35W à Columbus | I-35E / I-35W à Burnsville MN 61 à Duluth           | 1958  |                     |
| I-35E  | 39,34         | 63,31         | I-35 / I-35W à Burnsville                                                          | I-35 / I-35W à Columbus                             | 1970  | Dessert Saint Paul  |
| I-35W  | 41,78         | 67,24         | I-35 / I-35E à Burnsville                                                          | I-35 / I-35E à Columbus                             | 1970  | Dessert Minneapolis |
| I-90   | 275,70        | 443,70        | I-90 à la frontière du Dakota du Sud près de Beaver Creek                          | I-90 à la frontière du Wisconsin à La Crescent      | 1961  |                     |
| I-94   | 259,57        | 417,73        | I-94 / US 52 à la frontière du Dakota du Nord à Moorhead                           | I-94 / US 12 à la frontière du Wisconsin à Lakeland | 1961  |                     |
|        |               |               |                                                                                    |                                                     |       |                     |

## Autoroutes auxiliaires
| Numéro | Longueur (mi) | Longueur (km) | Terminus sud / ouest                               | Terminus nord / est     | Créée | Notes |
| ------ | ------------- | ------------- | -------------------------------------------------- | ----------------------- | ----- | ----- |
| I-394  | 9,74          | 15,67         | I-494 à Minnetonka                                 | Minneapolis             | 1991  |       |
| I-494  | 42,86         | 68,97         | I-94 / I-694 à Maple Grove                         | I-94 / I-694 à Woodbury | 1985  |       |
| I-535  | 1,57          | 2,53          | I-535 / US 53 à la frontière du Wisconsin à Duluth | I-35 / US 53 à Duluth   | 1971  |       |
| I-694  | 30,77         | 49,52         | I-94 / I-494 à Maple Grove                         | I-94 / I-494 à Woodbury | 1970  |       |
|        |               |               |                                                    |                         |       |       |